# Paulo Henrique Miranda
Paulo Henrique Miranda (21 februari 1972) is een Braziliaans voormalig voetballer.